# Discografia de Sugizo
A discografia de Sugizo consiste em 7 álbuns de estúdio, 1 álbum ao vivo, 7 remixes, 3 coletâneas, 27 singles e 6 vídeos.
Sugizo (nascido Yasuhiro Sugihara (杉原 康弘) em 8 de julho de 1969 na prefeitura de Kanagawa) é um músico, compositor, produtor musical, ator, escritor e ativista japonês. Ele é mais conhecido por ser o guitarrista e violinista da banda de rock Luna Sea e em 2009 juntar-se ao X Japan. Em 1997, ele iniciou sua carreira solo lançando o single "Lucifer" e seu álbum de estreia Truth?.

## Álbuns de estúdio
| Ano  | Título                                                                           | Posição na Oricon |
| ---- | -------------------------------------------------------------------------------- | ----------------- |
| 1997 | Truth? - Lançamento: 19 de novembro de 1997 - Relançado em 25 de outubro de 2017 | 12                |
| 2003 | C:lear - Lançamento: 1 de outubro de 2003                                        | 56                |
| 2011 | Flower of Life - Lançamento: 14 de dezembro de 2011                              | 62                |
| 2011 | Tree of Life - Lançamento: 14 de dezembro de 2011                                | 69                |
| 2016 | Oto (音) - Lançamento: 23 de dezembro de 2016                                    | 132               |
| 2017 | Oneness M - Lançamento: 29 de novembro de 2017                                   | 23                |
| 2020 | Ai to Chōwa (愛と調和) - Lançamento: 23 de dezembro de 2020                      | 87                |

## EPs
| Ano  | Título                                                                               | Posição na Oricon |
| ---- | ------------------------------------------------------------------------------------ | ----------------- |
| 2022 | The Voyage to The Higher Self Sugizo x Hataken - Lançamento: 16 de fevereiro de 2022 | 125               |

## Remixes
| Ano  | Título                                                | Posição na Oricon |
| ---- | ----------------------------------------------------- | ----------------- |
| 1997 | Replicant Lucifer - Lançamento: 27 de agosto de 1997  | 24                |
| 1997 | Replicant Prayer - Lançamento: 6 de novembro de 1997  | 54                |
| 1997 | Replicant Truth? - Lançamento: 21 de dezembro de 1997 | -                 |
| 2007 | Spirituarise - Lançamento: 5 de dezembro de 2007      | -                 |
| 2013 | Vesica Pisces - Lançamento: 6 de março de 2013        | 227               |
| 2018 | Replicants - Lançamento: 25 de outubro de 2017        | 232               |
| 2018 | Switched-on Oto - Lançamento: 29 de maio de 2018      | 202               |

## Álbuns ao vivo
| Ano  | Título                                             | Posição na Oricon |
| ---- | -------------------------------------------------- | ----------------- |
| 2020 | Live in Tokyo - Lançamento: 30 de setembro de 2020 | 74                |

## Álbuns de compilação
| Ano  | Título                                                                  | Posição na Oricon |
| ---- | ----------------------------------------------------------------------- | ----------------- |
| 1999 | Sugizo Meets Frank Zappa - Lançamento: 22 de dezembro de 1999           | -                 |
| 2008 | Cosmoscape - Lançamento: 23 de julho de 2008                            | 69                |
| 2014 | Spiritual Classic Sugizo Selection - Lançamento: 24 de setembro de 2014 | 133               |
| 2014 | Spiritual Classic Sugizo Selection II - Lançamento: 8 de julho de 2015  | 123               |
| 2018 | Cosmoscape II - Lançamento: 19 de dezembro de 2018                      | 74                |
| 2022 | The Complete Single Collection - Lançamento: 23 de novembro de 2022     | 49                |

## Singles
| Ano  | Título | Posição na Oricon | Álbum                     |
| ---- | --- | ----------------- | ------------------------- |
| 1997 | "Lucifer" - Lançamento: 9 de julho de 1997                                                                   | 8                 | Truth?                    |
| 1997 | "A Prayer" - Lançamento: 10 de setembro de 1997                                                              | 7                 |                           |
| 2002 | "Rest in Peace & Fly Away" - Lançamento: 10 de abril de 2002                                                 | 46                | Não faz parte de um álbum |
| 2002 | "Super Love" - Lançamento: 21 de agosto de 2002 - com Sugizo & the Spank Your Juice                          | 42                | Não faz parte de um álbum |
| 2002 | "Dear Life" - Lançamento: 20 de novembro de 2002 - com Sugizo & the Spank Your Juice                         | 47                | C:lear                    |
| 2003 | "No More Machine Guns Play the Guitar" - Lançamento: 24 de julho de 2003 - com Sugizo & the Spank Your Juice | 50                |                           |
| 2009 | "Tell Me Why You Hide the Truth?" - Lançamento: 16 de dezembro de 2009                                       | -                 | Flower of Life            |
| 2009 | "Messiah" - Lançamento: 16 de dezembro de 2009                                                               | -                 |                           |
| 2010 | "Do-Funk Dance" - Lançamento: 27 de janeiro de 2010                                                          | -                 | Tree of Life              |
| 2010 | "Fatima" - Lançamento: 27 de janeiro de 2010                                                                 | -                 | Flower of Life            |
| 2010 | "Prana" - Lançamento: 24 de fevereiro de 2010                                                                | -                 |                           |
| 2010 | "Dear Spiritual Life" - Lançamento: 31 de março de 2010                                                      | -                 | Tree of Life              |
| 2011 | "The Edge" - Lançamento: 13 de abril de 2011                                                                 | -                 | Flower of Life            |
| 2011 | "No More Nukes Play the Guitar" - Lançamento: 13 de abril de 2011                                            | -                 | Tree of Life              |
| 2011 | "Miranda" - Lançamento: 29 de junho de 2011 - com MaZDA                                                      | -                 |                           |
| 2011 | "Neo Cosmoscape Remix by System7" - Lançamento: 27 de julho de 2011                                          | -                 |                           |
| 2011 | "Enola Gay" - Lançamento: 15 de agosto de 2011                                                               | -                 | Flower of Life            |
| 2011 | "Pray for Mother Earth" - Lançamento: 29 de setembro de 2011                                                 | -                 | Tree of Life              |
| 2012 | "Final of the Messiah Remix by System7" - Lançamento: 9 de agosto de 2012                                    | -                 | Não faz parte de um álbum |
| 2012 | "Super Love 2012" - Lançamento: 11 de setembro de 2012                                                       | -                 | Não faz parte de um álbum |
| 2016 | "Life on Mars?" - Lançamento: 15 de agosto de 2016                                                           | -                 | Não faz parte de um álbum |
| 2016 | "Lux Aeterna" - Lançamento: 30 de setembro de 2016                                                           | -                 | Oto                       |
| 2016 | "Raummusik" - Lançamento: 31 de setembro de 2016                                                             | -                 |                           |
| 2019 | "Meguriai" - Lançamento: 11 de junho de 2019 - com miwa                                                      | -                 | Não faz parte de um álbum |
| 2019 | "Mizu no Hoshi e Ai wo Komete" - Lançamento: 18 de junho de 2019 - com miwa                                  | -                 | Não faz parte de um álbum |
| 2019 | "A Red Ray" - Lançamento: 25 de junho de 2019 - com miwa                                                     | -                 | Ai to Chōwa               |
| 2019 | "Hikari no Hate" - Lançamento: 13 de agosto de 2019 - com Aina the End                                       | -                 |                           |

## Vídeos
| Ano  | Título | Posição na Oricon |
| ---- | --- | ----------------- |
| 2002 | A.D.2001 Final - Lançamento: 27 novembro de 2002 - com Sugizo & the Spank Your Juice                                                         | 86                |
| 2004 | Brilliant Days - Lançamento: 9 de julho de 2004                                                                                              | -                 |
| 2008 | The Beginning of Neo Visualizm Tour 2007 Gekokujō - Live at Shibuya Public Hall (C. C Lemon Hall) 2007.12.25 - Lançamento: 7 de maio de 2008 | 39                |
| 2009 | Rise to Cosmic Dance - Lançamento: 25 de março de 2009                                                                                       | 109               |
| 2012 | Stairway to The Flower of Life - Lançamento: 24 de outubro de 2012                                                                           | 81                |
| 2018 | Unity for Universal Truth - Lançamento: 5 de setembro de 2018                                                                                | 55                |

## Participações
- "Come On!!", faixa do álbum Pure Soul do Glay (1998)[8]
- Poetry, de Kiyoharu (2004)[9]
- "Marry of the blood", de D'espairsRay (2004)[10]
- "1000 Knives -千のナイフ-", no álbum tributo a Yellow Magic Orchestra Tribute to YMO (2004)[11]
- "Spell Magic", de Acid Black Cherry (2007)[12]
- Samurai Japan, de Toshi (2010)[13]
- Life My Babylon, de Tezya (2010)[14]
- "Serafine", no álbum de tributo a Dead End DEAD END Tribute -SONG OF LUNATICS- (2013)[15]
- Immortalis, de sukekiyo (2014)[16]
- Remix de "Kuukoku no Kyouon" (空谷の跫音), de Dir en grey (2016)[17]
- "Vermillion" de Kurosaki Maon (2016)[18]
- Violino em "I wish you were here.", faixa do álbum Trick de Trustrick (2016)[19]

## Outros
Com Luna Sea
Com The Flare
- "Inner Child" (25 de agosto de 2004)
- "Uetico" (ウエティコ, 1 de dezembro de 2004)
- "Positivity" (1 de junho de 2005)
- "Manatsu no Koibito" (真夏ノ恋人, 31 de agosto de 2005)
- The Flare (8 de fevereiro de 2006)

Com Juno Reactor
- Gods & Monsters (22 de abril de 2008)
- The Golden Sun of the Great East (24 de abril de 2013)

Com X Japan
- "Scarlet Love Song" (8 de junho de 2011)
- "Jade" (28 de junho de 2011)
- "Born to Be Free" (6 de novembro de 2015)

Com Shag
- The Protest Jam (1 de julho de 2022)